# Фендер телекастер
Фендер телекастер (енгл. Fender Telecaster) или скраћено Теле (Tele), је типична електрична гитара, са два пикапа произведена од стране компаније Fender. Једноставан дизајн и револуционарни звук пробили су лед у развоју електричних гитара и поп музике. Прво је представљен под именом Бродкастер у јесен 1949. године и то је прва електрична гитара која је доживела велики комерцијални успех и добар пријем код музичара. Производња и продаја овог модела почиње марту 1950. године, у варијантама са два пикапа или једним пикапом (Есквајер модел). Од тада па до данас без престанка траје развој и производња Телекастер модела, што га чини најстаријим моделом електричних гитара који је још у производњи.

## Порекло
Фендер Телекастер је креирао Лео Фендер у Фулертону, у Калифорнији 1949. године. Пре ове његове креације, у периоду од 1932. до 1949, поједине фирме и произвођачи гитара развили су и производили одређене типове електричних гитара, али ниједан од тих модела није имао значајнији успех на тржишту. Фендеров модел гитаре представља прву успешну и кормерцијалну електричну гитару која је понуђена тржишту.
Фендер је имао радионицу за поправку електричних уређаја која се звала Фендеров радио сервис (Fender's Radio Service), где је прво вршио поправке, а касније дизајнирао појачала и електромагнетне пикапове за музичаре, углавном за полукастичне гитаре, електричне Хавајске гитаре и мандолине. Музичари су озвучавали своје инструменте у потрази за јачим звуком још од двадесетих година 20. века, а полуакустичне гитаре (као модел Гибсон ЕС-150) били су већ дуго у употреби. Квалитет звука није био толики приоритет, као разлог због чега су музичари озвучавали гитаре, све док 1943. године Лео Фендер и његов партнер Док Кауфман нису израдили грубу дрвену гитару са пикаповима, коју су локални кантри музичари почели тражити за свирке. Гитара је звучала сјајније и звук је био дуготрајнији. Фендер је био знатижељан и доста је експериментисао, а 1949. врло је добро схватио да концепт дрвене гитаре пуног тела даје много боље карактеристике инструмента, али знао је да пре било какве израде комерцијалне гитаре мора израдити квалитетнији прототип гитаре.
Први ручно израђени прототип, неправилна бела гитара, имала је већину карактеристика које данас има и Телекастер. Дизајнирана је у духу хавајских гитара пуног тела које је у то време израђивала компанија Рикенбакер. Мали и прости делови су израђивани од бакелита и алуминијума спајани су завртњима али конструкција је била од дрвета.
Први модел имао је један пикап и појавио се 1950. и назван је Есквајер. Мање од 50 гитара је произведено под тим именом и већина њих је замењено у гарантном року јер су код њих откривене грешка у производњи. Те гитаре нису имали трус род и замењиване су због кривљења врата гитаре. Још у току 1950, престала је производња ових модела са једним пикапом и настављена производња гитара са два пикапа под именом Бродкастер. Од тог тренутка све будуће гитаре имаће трус род. Компанија Гретш (Gretsch) која је производила и полуакустичне гитаре (данас у власништву компаније Фендер), тврдила је да је има право на име Бродкастер којом је назвала серију бубњева, и нова компанија у производњи музичких инструмената одлучила је да промени назив у Телекастер, по тада новом и популарном медију телевизији (гитаре које су израђиване у том међувремену нису имале никакву ознаку и данас се оне популарно зову „Нокастери“). Есквајер је поново враћен у производњу као Телекастер са једним пикапом и са нижом ценом.
1951. Фендер представља Прецизни бас (Precision Bass) који је био сличан Телекастеру. Овај модел је касније преименован у Фендер телекастер бас.
- 1st prototype (1949)
- Esquire 
(1950s)
- Broadcaster (1950)
- Nocaster (1951)
- Telecaster (1952, replica)
- Precision Bass (1951, replica)

## Конструкција
Фендеров једноставни модуларни дизајн омогућио је масовну производњу, и омогућавао је лаку поправку оштећених делова гитара. Компоненте су израђиване брзо и јефтино у великим серијама и спајане на производној траци. Тела гитаре су сечена на трачној пили од плоча, што је било тотално другачији и иновативан концепт у изради гитара тог времена. Фендер није користио традицонално лепљење врата у тело, него је то спајање урађено уз помоћ завртања. Ово не само што је омогућаило једоставнију производњу већ је омогућило да се врат лако демонтира и сервисира или замени. Гитарски врат се израђивао од једног комада јавора без коришћења посебног комада дрвета за прстохват, што је значило да су се прагови директно уграђивали у врат. Ово је било потпуно иновативно у односу на тадашњи начин, где су се за прстохвате користили посебни комади дрвета од палисандра или абаноса који су лепљени на врат од махагонија. Електроника је била смештена испод уградног панела и могло јој се лако приступити, што је дало велику предност у односу на класичну конструкцију код које је електроника постављена у звучим рупама као у моделима полуакустичних гитара.
Класична форма гитаре је изузетно једноставна, гитарски врат и прстохват су израђивани од једног комада дрвета јавора и уз помоћ завратања спајани су са једноставним равним телом од јасена или јове. Електроника се састојала од два пикапа са једним намотајем, која је контролисана са тростепеним прекидачем и са два потенциометра за тон и јачину звука. Пикгард је био у почетку израђиван од бакелита, а касније од целулоида и пластике и директно је уграђен на тело гитаре уз помоћ пет завртња.
Оригинални прекидач који је био коришћен у периоду од 1950. до 1952. дозвољавао је одабир вратног пикапа са уклоњеним високим тоновима у првој позицији (за дубљи звук), одабир вратног пикапа са нормалним звуком у другој позицији. Трећа позиција прекидача представљала је комбинацију оба пикапа, а однос те комбинације је зависио од положаја потенциометра тона. У суштини, није постојала права контрола тона. Други потенциометар је служио за подешавање јачине звука.
Гитара је брзо постала популарна и други тада реномирани произвођачи гитара почињу развој елктричних гитара пуног тела, као што су Гибсон, са својим Гибсон Лес Пол моделом из 1952, а затим и Гретш, Рикенбакер и други.
Типични модерни Телекастери израђују се са неколико детаља који су различити у односу на класичну форму. Модерни Телекастери имају 22 прага (класични је имао 21) мада постоје варијанте са две октаве 24 прага. Кобилица са три седла код класичних модела замењивана је са варијантом са 6 седла. Такође постоје и разлике у систему контроле звука уз помоћ прекидача и потенциометара.
Током ЦБС (CBS) ере 70-их година дошло је и до промене у дизајну тела. Нови облик имао је изражени усек на телу гитаре. Производња гитаре са оваквим обликом тела престала је 1982.

## Звук Фендер телекастер гитара
Звук Телекастер гитара може се описати као чист и богат. Једна од тајни његовог звука лежи у пикапу изнад кобилице (bridge), који има више намотаја од вратног пикапа и ствара много јачи излаз, понекад чак и дупло јачи у односу на вратни пикап. У исто време, кондензатор смештен између потенциометара, појачава више тонове док су нижи и средњи тонови пригушени. Чврсто и пуно тело гитаре омогућава чист и појачан звук жица, за разлику од полуакустичних гитара код којих се појављује неретко нежељени повратни тон. Овај дизајн је омогућио звук сличан звуку акустичних вестерн гитара са металним жицама, због чега је ова гитара била врло популарна у кантри музици.

## Варијанте
Телекастер гитаре су одувек биле интересантне за дорађивање. Временом јављале су се разне варијанте ове гитаре са различитим избором пикапова, као што су и хамбакери на вратној позицији, три пикапа, два хамбакера са посебном шемом повезивања. Фендер је у продаји нудио такозване хот род Телце (hot-rodded Teles) са таквим одабиром пикапова, као што су УС Фат (US Fat) и Нешвил Б-Бендер (Nashville B-Bender) Телекастер Делукс Блокоут (The Deluxe Blackout Tele) са три пикапа и сл. Једно од варијанта Телекастер је и Тинлајн (Thinline) полуакустична гитара, са два стандардна пикапа.

## Телекастер тинлајн ()
Је полуакустична гитара која је први пут представљена у периоду 1968/1969. Дизајнирао је немачки конструктор гитара Роџер Росмајсл (Roger Rossmeisl). Данас су доступне две варијанте ове гитаре, варијанта из 69., са два стандардна Телекастер пикапа и телом од махагонија и варијанта из 72. базирана на верзији Фендер Телекастер Делукс.

## Телекастер делукс ()
Овај модел поседује два Фендерова хамбакер пикапа и први пут је представљен 1972. године и производио се до 1981. Овај модел има већу главу сличну моделу Стратокастер, врат од јавора тело са контурама и тремоло као опцију која је додата на моделе који су се производили после 1973.

## Кустом модел ()
Овај модел гитаре постао је популаран захваљујући гитаристи Ролингстонса Киту Ричардсу који га је представио 1970. Био је опремљен Фендеровим хамбакером на вратној позицији и стандардним пикапом са једним намотајем на кобилици. Тржишту је представљен као модел 1972 Кустом (1972 Custom).

## Телкастер плус
Дизајниран је да поправи репутацију ових гитара када је група запослених предвођена Вилијамом Шулцом (William C. Schultz) преузела власништво на компанијом Fender од стране ЦБС-a (CBS) раних 80-их. Код ових гитара коришћен је хамбакер на страни кобилице, а на вратној позицији пикап са једним намотајем. Са производњом овог модела престало се 1998. и до сада није било реиздања ове серије.

## Теле џуниор ()
Ово је варијанта Фендер Телекастер гитара произведена у ограниченој серији од 150 комада од посебног одељења Фендер Кустом Шоп (Fender Custom Shop). Ова гитара је само по облику подесећала на стандардну Телекастер гитару док су остале карактеристике више подсећале на Гибсон Лес Пол електричну гитару, као на лепљени врат, одабир електронике и сл.

## Модели
Да би се модели Телекастера разликовали по месту производње, Фендер има јединствени систем именовања модела. Модели Стандард и Класик производе се у погонима ван САД, док се модели под називом Амерички, Специјалне едиције и Хајвеј модели производе искључиво у САД. Модели који се производе ван САД у Мексику, Јапану и Јужној Кореји су јефтинији и доступнији модели.
Постоје Телекастер модели који носе име по одређеним музичарима и то су такозване Артист модели. Музичари чије име носе ови посебни модели Телкастер гитара су Џејмс Бартон (James Burton), Џон 5 (John 5), Муди Ватерс (Muddy Waters), Џим Рут (Jim Root), Џо Страмер (Joe Strummer) и Џим Еткинс (Jim Adkins). Артист модели су квалитетније конструкције и израде, и њихова цена је знатно виша од осталих модела.

## Значај
Телекастер гитаре су имале велики значај у развоју кантри музике, блуза, фанка и рок музике, првенствено због своје чврсте конструкције која је дозвољавала гласније звуке, већу трајност звука и мање повратних ефеката које су биле карактеристичне за полуакустичне гитаре. Иако је модел стар више од пола века, са његовом производњом се никада није престајало и поред тога што су се константно појављивали новији савремниј модели, као Стратокастер.

## Познати музичари који су свирали на Фендер Телекастер гитарама
Многи познати музичари су свирали на Телекастер гитарама и допринели популаризацији ове гитаре још од самог њеног настанка. Први који су користили ове гитаре били су Бак Овенс (Buck Owens), Вајонг Џенингс (Waylon Jennings), Џејмс Бартон (James Burton) који су сарађивали са именима попут Елвиса Преслија (Elvis Presley), Рики Нелсон (Ricky Nelson) и Мерли Хагард (Merle Haggard). Ерик Клептон док је био у групи Јардбирдс (The Yardbirds) је свирао на Телекастеру. Џорџ Харисон је корисио Телекастер гитаре за снимање албума Битлса (The Beatles: Let it be). Сем ових музичара на Телекастерима су свирали или још свирају Кит Ричардс из Ролингстонса, Брус Спрингстин, Енди Самерс, Џими Пејџ, Џо Страмер и други.